# Toivosaari (ö i S:t Michel, lat 61,36, long 27,83)
Toivosaari är en ö i Finland. Den ligger i sjön Saimen och i kommunen Puumala i den ekonomiska regionen  S:t Michel och landskapet Södra Savolax, i den södra delen av landet, 200 km nordost om huvudstaden Helsingfors. Öns area är 31,4 hektar och dess största längd är 0,9 kilometer i öst-västlig riktning.